# Systomus asoka
Puntius asoka là một loài cá nước ngọt trong họ Cyprinidae.
Nó chỉ được tìm thấy ở Sri Lanka. Chiều dài lớn nhất của con trống khoảng17 cm và trung bình 10 cm.

## Đặc điểm sinh học
Loài này được tìm thấy ở độ sâu khoảng 1–2 m, nơi có dòng nước chảy nhanh, đáy thường có sạn sỏi. Nó bơi nhanh và khí xác định từ mặt nước. Loài này được tìm thấy ở các vực nước ngọt có pH khoảng 6,5 - 7,5 pH và nhiệt độ 25 °C - 30 °C. Chúng phân bố ở thượng nguồn sông Sitawaka và các chi lưu của nó, ở Kelani gần Kitulgala, Sri Lanka.